# La Maison vide
La Maison vide (The Adventure of the Empty House en version originale), est l'une des cinquante-six nouvelles d'Arthur Conan Doyle mettant en scène le détective Sherlock Holmes. Elle est parue pour la première fois dans l'hebdomadaire américain Collier's Weekly le 26 septembre 1903, avant d'être regroupée avec d'autres nouvelles dans le recueil Le Retour de Sherlock Holmes (The Return of Sherlock Holmes).
La nouvelle a la particularité de consacrer le retour de Holmes à Londres après son apparente mort dans Le Dernier Problème, publié dix ans plus tôt. Cette « résurrection » du détective s'explique par la pression qui s'exerçait sur Arthur Conan Doyle pour que ce dernier écrive de nouvelles aventures du détective. Après avoir écrit Le Chien des Baskerville en 1901-1902, Conan Doyle donne dans La Maison vide l'explication détaillée de la survie de Holmes à son combat contre le professeur Moriarty.

## Résumé

### Mystère initial
Le 30 mars 1894 au soir, un homme très respectable et sans histoires du nom de Ronald Adair est retrouvé mort à son domicile londonien du 427, Park Lane. L'impact d'une balle explosive de revolver à sa tête laisse entendre que l'homme a été assassiné. Toutefois cela semble impossible, personne n'étant visiblement entré dans la chambre par la porte qui était fermée de l'intérieur, et la fenêtre était inaccessible, car trop haute et éloignée d'une gouttière qui aurait permis d'escalader la façade. Bien que la fenêtre ait été ouverte par la domestique du gentleman avant sa mort, il semble improbable que le tueur ait pu abattre Ronald Adair depuis l'extérieur, car un tir au revolver de cette distance aurait été forcément trop imprécis et entendu par ses voisins. Le docteur Watson, qui voit Scotland Yard impuissant face à ce mystère, regrette l'époque où Sherlock Holmes aurait pu, grâce à sa science de la déduction, résoudre l'affaire en quelques jours.

### Retour de Holmes

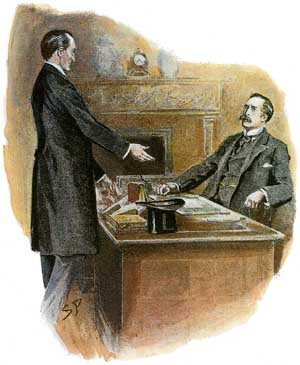
Holmes, de retour à Londres devant Watson qui n'en revient pas.

Intrigué, le docteur Watson se rend devant le lieu du crime peu après avoir appris l'affaire. Là se trouve déjà une petite foule de badauds, parmi lesquels un vieux bibliothécaire que Watson bouscule par inadvertance. Rentré à son cabinet de consultation, le Docteur Watson a la surprise de recevoir la visite de l'homme qu'il avait bousculé quelques minutes plus tôt. Le vieux bibliothécaire souhaite vendre des livres à Watson, et argumente que l'étagère qui se trouve derrière le docteur aurait plus de prestance avec quelques ouvrages supplémentaires qui combleraient un vide. Watson se retourne vers l'étagère en question, et reste stupéfait, lorsqu'il retrouve sa position initiale, d'avoir face à lui son vieil ami Sherlock Holmes qu'il pensait mort depuis trois ans à la suite de son combat avec le professeur Moriarty en Suisse. Sherlock Holmes a en effet eu le temps d'enlever en quelques secondes son déguisement de vieil homme croulant sous le poids des années. Sous le choc, Watson s'évanouit.
Revenu à lui, Watson pose à Sherlock Holmes toutes les questions que le lecteur se pose lui-même sur ce retour inattendu du détective. Holmes explique que lors de son combat avec Moriarty trois ans plus tôt, il n'est en fait pas tombé avec son ennemi dans les chutes de Reichenbach, réussissant à prendre in extremis le dessus lors de l'affrontement grâce à ses notions de « baritsu », une technique de lutte anglaise d'origine japonaise. Ayant aperçu Moriarty s'écraser en contrebas sur des rochers, Holmes a alors choisi de se faire passer pour mort, jouissant ainsi d'un avantage stratégique sur ses autres ennemis. Holmes a alors escaladé la falaise jusqu'à une niche à l'abri des regards où il est resté pendant un certain temps, jusqu'à ce que la police, alertée par Watson, se retire. Or, alors que Holmes venait de réussir cette gigantesque duperie, un bras droit de Moriarty est apparu en haut de la falaise en essayant de tuer Holmes qui se trouvait en contrebas en lui jetant de lourdes pierres. Holmes, dégringolant le long de la falaise et prenant la fuite, est parvenu à échapper à ce nouvel adversaire. Arrivé à Florence (Italie), Holmes a seulement prévenu son frère Mycroft de sa survie, puis est parti deux ans au Tibet avant de voyager en Perse pour finalement s'installer en France, en prenant au moins une fois une fausse identité. Ayant eu vent du mystère de Park Lane, Holmes est alors revenu à Londres pour l'élucider.

### Résolution

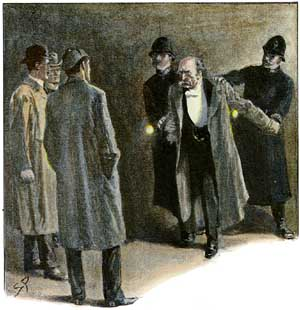
L'arrestation du Colonel Sebastian Moran.

Holmes a été particulièrement attiré par l'affaire de Park Lane car il a vu derrière ce crime la main experte du colonel Sebastian Moran, l'ancien bras droit de Moriarty, celui-là même qui a essayé de l'assassiner en lui lançant des pierres du haut de la falaise trois ans auparavant. Moran était connu de Holmes comme ayant été un excellent chasseur de l'armée britannique aux Indes qui utilisait une arme particulière : un fusil à air comprimé capable de tirer des balles de revolver explosives avec une excellente précision tout en étant silencieux.
Sachant par ailleurs que Moran souhaite à tout prix venger Moriarty, Holmes s'attend à ce que Moran essaie d'avoir définitivement sa peau dès qu'il sera de retour au 221B Baker Street. Ainsi, pour piéger Moran, Holmes installe dans la journée de son retour une statue de lui-même au 221B en s'assurant en regardant par la fenêtre que l'espion placé par Moran dans Baker Street a bien remarqué le retour du détective pour alerter son employeur.
Le soir tombé, et après avoir retrouvé Watson qu'il emmène dans l'aventure, Holmes et son fidèle ami partent se cacher dans une maison vide dont une fenêtre donne en face du 221B Baker Street. La statue de Holmes qui se trouve dans l'appartement, éclairée par une lampe allumée dans l'appartement, donne l'impression que Holmes est bien présent dans son appartement. Holmes s'attend à ce que Moran arrive dans la rue avec son fusil pour tirer sur la silhouette à travers la fenêtre, et ainsi donner l'alerte pour que les policiers de Scotland Yard en civil qu'il a fait venir non loin de Baker Street puissent arrêter le dangereux criminel. Cependant, contrairement aux plans du détective, Moran a lui aussi l'idée de venir se positionner dans la maison vide en face du 221B pour tirer sans être vu depuis la rue. Ainsi, en entendant des pas s'approcher de leur cache, Holmes et Watson changent de place pour aller dans un coin très sombre de la pièce pour ne pas être aperçus du nouvel arrivant. Après que Moran a effectivement tiré sur la silhouette de Holmes en pensant avoir abattu son ennemi, le détective puis Watson se jettent sur lui pour le maîtriser, et Holmes donne l'alerte aux policiers de Scotland Yard par un coup de sifflet. Le meurtrier, ainsi pris en flagrant délit, est emmené par les autorités pour être jugé. Holmes explique ensuite tout son stratagème à Watson qui n'était au courant de rien.

### Références à d'autres enquêtes

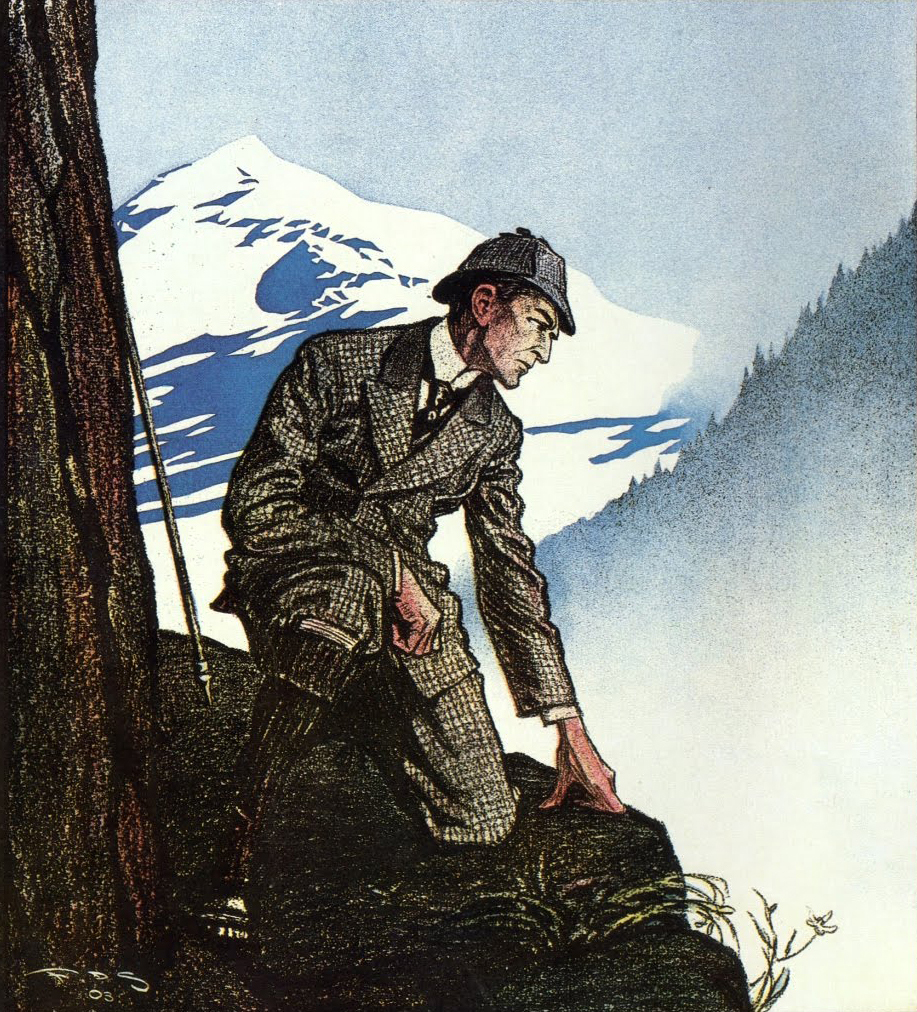
Holmes, ici au bord des chutes du Reichenbach, n'est pas tombé dans les chutes avec Moriarty comme Watson le croyait.